# Don't Ask Me to Change
Don't Ask Me to Change è un singolo della cantante britannica Sophie and the Giants, pubblicato il 28 maggio 2021.

## Video musicale
Il video musicale del brano è stato pubblicato contestualmente all'uscita del singolo sul canale YouTube ufficiale della cantante.

## Tracce
Testi e musiche di Sophie Scott, Mike Needle e Daniel Bryer.
1. Don't Ask Me to Change – 3:09